# Принц Андерс
Принц А́ндерс (англ. Prince Anders) — второстепенный персонаж фильма «Аладдин» (2019), потенциальный жених и поклонник принцессы Жасмин из европейского королевства Сконланд. Роль исполнил Билли Магнуссен. Единственный белый персонаж в фильме, Андерс был создан в качестве замены персонажу принцу Ахмеду из оригинального мультфильма «Аладдин» (1992).

## Появления

### «Аладдин» (2019)
Принц Андерс прибывает во дворец Аграбы, где говорит Султану, что должен увидеться с принцессой Жасмин. На встречу с принцем Жасмин приводит своего питомца, тигра Раджу. Андерс решает поиграть с Раджой, и в итоге за кадром тигр набрасывается на него, а Андерс убегает от питомца Жасмина. Позже Андерс был замечен во время вечеринки Жасмин.

### Фильм о принце Андерсе (TBA)
В декабре 2019 года появились сообщения, что Дисней снимет спин-офф про принца Андерса в качестве главного героя. Это вызвало резкую критику в социальных сетях и обвинения Диснея в вайтвошинге. В интервью изданию Screen Rant Магнуссен подтвердил, что фильм находится в разработке: «Мне нравилось придумывать этого персонажа и иметь возможность создать мир и историю с ним. <…> Это то, что я действительно люблю в этой отрасли; играть так вот так…». До этого ещё в 2017 году, за два года до выхода фильма, новость о появлении в фильме «Аладдин» белого актёра вызвала критику.

## Оценки
Ханна Флинт из Screen Rant в 2017 году отметила, что вероятность того, что европейский принц женится на арабской принцессе, кажется нереалистичной. По мнению Ханны, это больше похоже на использование художественной лицензии сценаристом Джоном Августом, чем на точное представление браков того времени. Флинт также предположила, что принц Ахмед, возможно, был снобом, но он был бы более реалистичным суженым для Жасмин.  Мэтт Доллофф из того же издания писал, что Дисней делает большие ставки на актёрские и вокальные способности Магнуссена, чтобы создать убедительного антагониста для принца Али.
Борис Кит из The Hollywood Reporter описывает принца Андерса как «расфуфыренного и недалёкого» члена королевской семьи из вымышленного королевства Сканланд, и в нескольких сценах, где актёр Билли Магнуссен играл его с «смесью глупости и надменного идиотизма», он произвёл на зрителей забавное впечатление.
Винни Манкузо из Collider пишет, что актёр сыграл принца со своим фирменным знаком «очаровательного щенячьего идиотизма». Брайан Александер из USA Today считает, что принц Андерс правит как «самый большой королевский шут» и что он — «единственный парень в комнате, который не знает, как сильно портит свою важную встречу, чтобы ухаживать за принцессой Жасмин».